# Miguel Boyer
Miguel Boyer Salvador (San Juan de Luz, 5 de febrero de 1939-Madrid, 29 de septiembre de 2014) fue un economista, político y empresario español, que desempeñó el cargo de ministro de Economía, Hacienda y Comercio durante el primer Gobierno de Felipe González.
Cursó estudios universitarios de economía. Desde fechas tempranas fue miembro del Partido Socialista Obrero Español y durante la Transición fue diputado en las Cortes. Conocido coloquialmente en los años del gobierno de Felipe González como el «superministro», propugnó una línea de actuación económica más acorde con los planteamientos liberales. Entre sus medidas más conocidas estuvo la expropiación del grupo Rumasa. Tras dejar el gobierno pasó al sector privado y su figura llegó a estar muy asociada con el clan político de la denominada «gente guapa», junto a Carlos Solchaga.

## Biografía

### Formación y primeros años
Nació el 5 de febrero de 1939 en la localidad francesa de San Juan de Luz, donde su familia se había instalado como consecuencia de la Guerra Civil. Se da la circunstancia de que su padre fue un ingeniero industrial cercano a Manuel Azaña. Con posterioridad la familia regresó a España, ya con el régimen franquista instaurado. Estudió en el Liceo Francés de Madrid. Se licenció en Ciencias Físicas y en Ciencias Económicas, en la Universidad Complutense de Madrid, siendo el primero de su promoción en ambas carreras y obteniendo premio extraordinario.
Tras terminar la carrera de Ciencias Físicas trabajó en la Junta de Energía Nuclear, de la que fue despedido a raíz de su encarcelamiento. Realizó entonces la carrera de Económicas que terminó en 1969. Ejerció después como profesor de la Escuela de Ingenieros de Telecomunicaciones, y posteriormente accedió al Servicio de Estudios del Banco de España y al Servicio de Estudios del Instituto Nacional de Industria (INI), siendo nombrado director de este último organismo en 1974. Salió del INI, tras la dimisión de Francisco Fernández Ordóñez al mando del mismo, y trabajó como director de Planificación y Estudios del Instituto Nacional de Hidrocarburos en 1981. También fue director de planificación del grupo Unión Explosivos Río Tinto (ERT).

### Actividad política
Durante su etapa universitaria, a finales de la década de 1950, comenzó a implicarse en actividades políticas. En 1960 se afilió a la sección madrileña del entonces clandestino Partido Socialista Obrero Español (PSOE). Llegó a estar encarcelado varios meses por su militancia política en la cárcel de Carabanchel, en 1962, acusado de propaganda ilegal y asociación ilícita. Situado en el ala derecha del PSOE, abandonaría el partido por divergencias respecto a su postura económica y llegó a militar brevemente en la Federación Social Demócrata que dirigía Francisco Fernández Ordóñez.
Concurrió a las elecciones generales de 1977 dentro de la candidatura al Senado de la «Agrupación Rioja Independiente», si bien no resultó electo. Regresó poco después a las filas del PSOE y, en 1979, fue elegido diputado en las elecciones legislativas por la provincia de Jaén, aunque dimitió de su escaño en septiembre del 1980 por su posición contra la vigencia del marxismo que defendía la estructura del partido en Jaén.

### Ministro de Economía y Hacienda

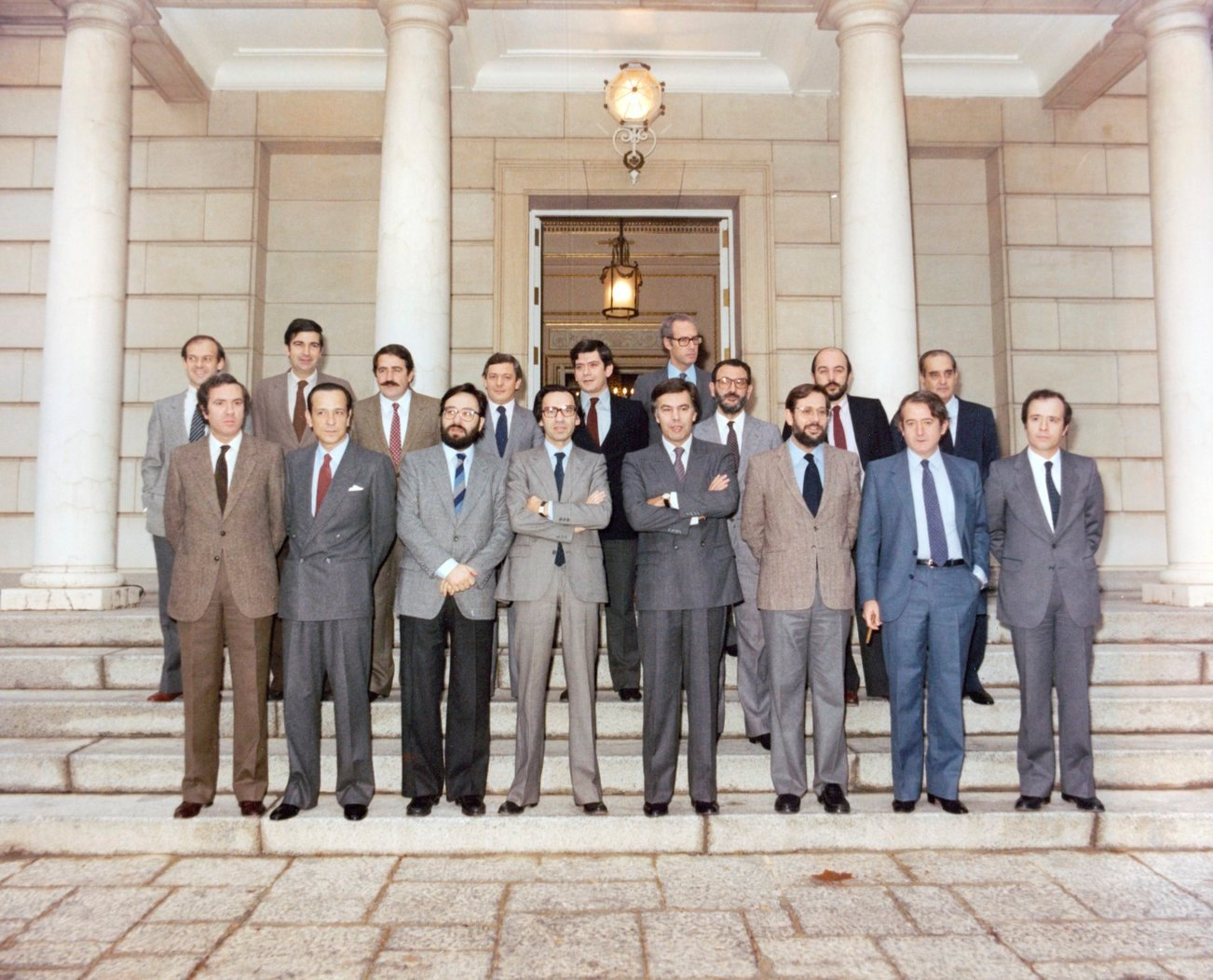
Foto del primer Gobierno socialista, en el palacio de la Moncloa el 7 de diciembre de 1982.

Tras la contundente victoria socialista en octubre de 1982, fue nombrado ministro de Economía y Hacienda por Felipe González el 3 de diciembre de 1982. González eligió a Boyer y Carlos Solchaga para dirigir el área económica del Gobierno y liderar los cambios necesarios para acceder a la entonces Comunidad Económica Europea. Desde el ministerio Boyer logró hacerse con importantes parcelas de poder político.
Entre sus actuaciones más trascendentes se encuentran la expropiación de Rumasa; la Ley de Activos Financieros, que impedía de facto la colocación financiera del dinero opaco al fisco, para canalizarlo hacia la construcción y el sector inmobiliario; y el conocido como Real-Decreto Boyer, mediante el que se liberalizaron los horarios comerciales y se derogó el carácter tuitivo de la legislación sobre arrendamientos urbanos, indexando los alquileres a la inflación (muy elevada entonces) y expulsando de la regulación la prórroga automática de los contratos. 
Adscrito a planteamientos más acordes con el liberalismo económico, Boyer mantuvo conflictos con otros ministros y altos cargos del Gobierno no tan convencidos de las supuestas bondades de la popularización del capitalismo. Dimitió de su cargo el 6 de julio de 1985, tras la huelga general del 20 junio del mismo año por la reforma de las pensiones, y por sus discrepancias en materia económica con el vicepresidente Alfonso Guerra, que tendía a oponerse a los planteamientos de Boyer, a pesar de que este solía verse respaldado en sus decisiones por Felipe González.

### Etapa posterior
Tras su salida del gobierno fue designado presidente del Banco Exterior de España, cargo que desempeñó durante algún tiempo. Con posterioridad pasó al sector privado y ocupó puestos directivos en distintas empresas, siendo presidente de Cartera Central y vicepresidente de FCC Construcción del Grupo de Fomento y Construcciones y Contratas (FCC). También formó parte del consejo de administración de la cementera Portland Valderribas, filial del grupo FCC. En 1999 fue nombrado presidente de la Compañía Logística de Hidrocarburos (CLH) en sustitución de Juan Sancho Rof.
Tras contraer matrimonio con la socialité Isabel Preysler, comenzó a frecuentar los círculos sociales de la llamada beautiful people o «gente guapa» en compañía del ministro Carlos Solchaga, siendo fotografiado frecuentemente por la prensa en fiestas de la alta sociedad en Madrid y Marbella. Ello fue motivo de críticas por parte de sus detractores políticos, entre ellos Alfonso Guerra. En 1994 se vio salpicado por el caso Ibercorp, un escándalo financiero que también afectó a personas cercanas como Mariano Rubio o Carlos Solchaga. Aunque Boyer terminó saliendo indemne, el caso Ibercorp alimentó entre la opinión pública española la sensación de una «acusada permeabilidad del Gobierno socialista a la influencia de determinadas minorías que exhibieron un repentino enriquecimiento, acomodo y maneras de beautiful people». En febrero de 1996, muy alejado ya del PSOE, solicitó su baja como militante y mostró su apoyo público al programa económico de José María Aznar.

### Últimos años
El 27 de febrero de 2012 sufrió un ictus por el que permaneció hospitalizado casi dos meses. Volvió a una vida normal y reapareció regularmente en sociedad. El 29 de septiembre de 2014 falleció en el hospital madrileño Ruber Internacional debido a una embolia pulmonar. Fue enterrado al día siguiente en el cementerio de San Isidro de Madrid.

## Vida privada
Era hijo de José Boyer y Ruiz-Beneyán y Carlota Salvador y Sainz de Vicuña. Por línea materna descendía de una saga de políticos riojanos que se inicia con Sagasta y lo relaciona con Tirso Rodrigáñez Sagasta; su bisabuelo Amós Salvador Rodrigáñez fue ministro de Hacienda y gobernador del Banco de España; su abuelo materno fue el abogado, musicólogo y académico Miguel Salvador Carreras, hermano de Amós Salvador Carreras, ministro de Gobernación en el último gabinete presidido por Manuel Azaña durante la Segunda República.
Contrajo matrimonio en 1964 con la ginecóloga Elena Arnedo, con quien tuvo dos hijos ―Laura Carlota y Miguel―; la pareja se divorció en 1985. Tres años después, en enero de 1988, contrajo matrimonio por segunda vez con Isabel Preysler, una socialite muy presente en la denominada prensa del corazón. Preysler y Boyer tuvieron una hija, Ana Isabel Boyer Preysler, nacida el 18 de abril de 1989.
En mayo de 1989 sufrió una agresión física del empresario José María Ruiz-Mateos en los madrileños juzgados de Plaza de Castilla, por la expropiación de Rumasa.

## Semblanza e ideología

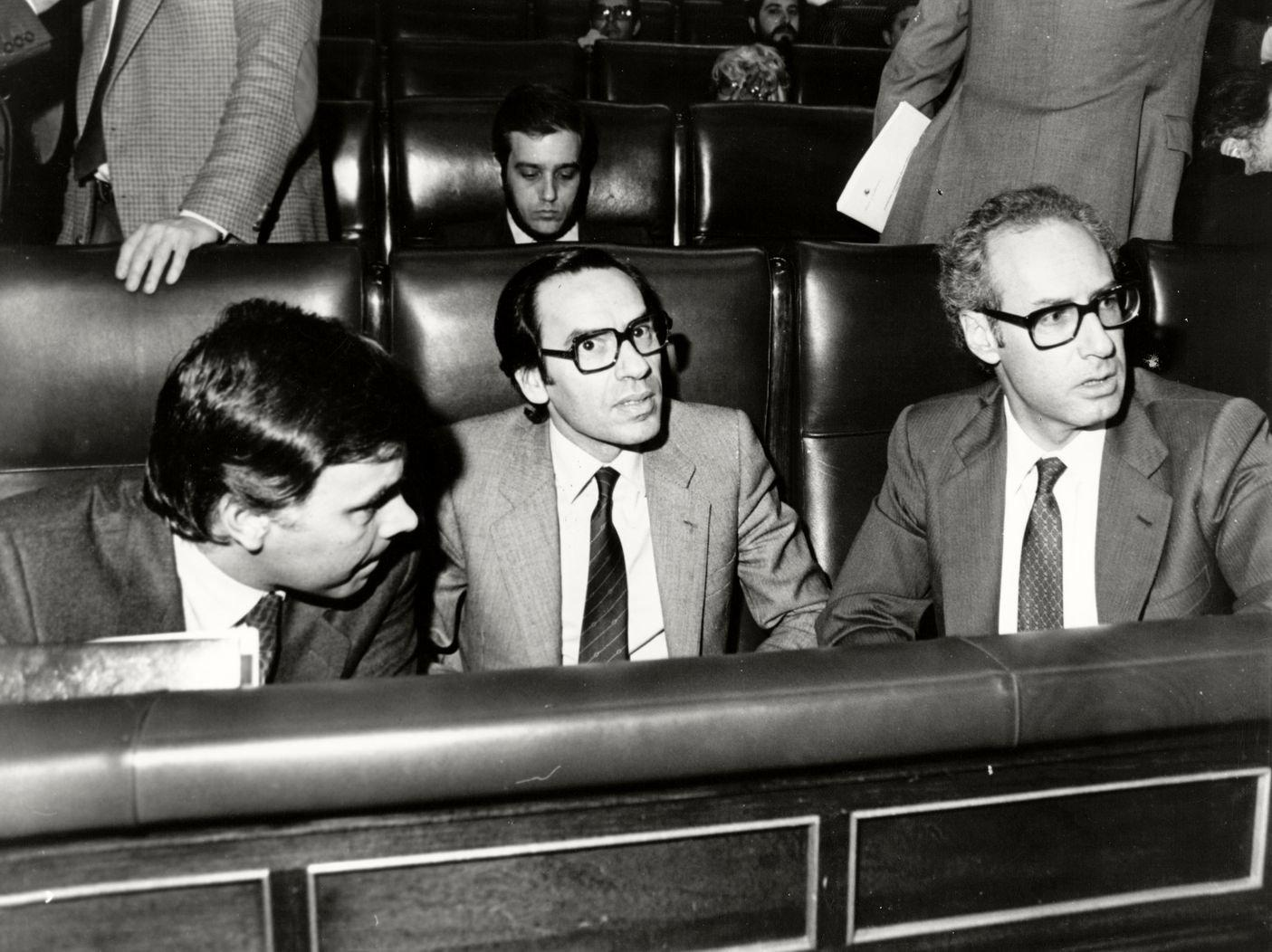
Boyer junto a Felipe González y Alfonso Guerra durante una sesión en el Congreso de los Diputados, 1983.

Discípulo de Karl Popper y adscrito a planteamientos liberales dentro del ideario del PSOE, Boyer era un firme partidario de la privatización del sector público de bienes y servicios. Se le considera uno de los artífices de la liberalización de la economía española tras la etapa de la Transición, si bien su figura quedó muy ligada a la expropiación del grupo Rumasa. Poseía una extraordinaria memoria y una mente analítica, cultivando también la lectura. De carácter tímido, en su época se le achacó una personalidad fría y altiva. De acuerdo con el economista e historiador Ramón Tamames: 

[...] en esto del endiosamiento o del síndrome ministerial en el PSOE, Boyer se llevó la palma. [...] Boyer siempre fue desdeñoso y pocas veces sonriente salvo en la intimidad, que podía llegar a aparecer casi humano.

Tras su salida del gobierno su figura estuvo muy asociada con el clan político de la denominada «gente guapa», un grupo social compuesto por personalidades del mundo financiero y empresarial que prosperaron económicamente bajo los distintos gobiernos socialistas de Felipe González.